# A2 CZ Ellipse Spirit
| Ellipse Spirit      |                    |
|                     |                    |
| Тип                 | Легкий самолет     |
| Страна              | Чешская республика |
| Производитель       | A2 CZ              |
| Первый полет        | июль 2011          |
| Начало производства | 2011               |
| Статус              | В производстве     |
| Стоимость           | € 75,000 (2011)    |

В А2 CZ Ellipse Spirit (иногда пишется Elipse Spirit) - это чешский сверхлегкий самолет, разработанный и произведенный А2 CZ . Самолет был представлен на аэрошоу в 2011 году и поставляется  готовым к полету или как комплект для любительской сборки.

## Проектирование и разработка
Самолет был разработан в соответствии с правиламиМеждународной авиационной федерации. К услугам любителей был представлен двухместный низкоплан, с расположением мест в кабине в конфигурации бок о бок, трехопорным шасси и одним двигателем с тянущим винтом.
Самолет композитной конструкции. Его эллиптическое крыло размахом 8,0 м имеет закругленные законцовки крыла, элероны во внешней части крыла, а также закрылки для посадки. Запас топлива составляет 100 литров, что обеспечивает дальность полета 1730 км. Стандартным двигателем является четырехцилиндровый, четырехтактный авиационный ULPower 260iS мощностью 107 л.с. (80 кВт), а также другие доступные двигатели, включая 100-сильный (75 кВт) Rotax 912S и 912iS, или 100-сильный (75 кВт) Lycoming IO-233..
Базововый вариант самолета Ellipse Spirit имел неубирающие шасси, в 2011 году была разработана версии с убирающимися шасси, а так версия для американской категории легких спортивных самолетов.

## Летно-технические характеристики (Ellipse Spiri)
Технические характеристики
- Экипаж: один пилот
- Полезная нагрузка: один пассажир
- Размах крыла: 8,00 м (26 футов 3 дюйма)
- Площадь крыла: 8,48 м2 (91.3 кв фута)
- Пустой вес: 272.5 кг (601фунт)
- Взлетный вес: 472.5кг (1,042 фунта)
- Топливо: 100 л (22 имп галлона; 26 US галлонов)
- Силовая установка: 1 × ULPower 260iS четырехцилиндровый, четырехтактный авиационный двигатель, 80 кВт (107 л. с.)

Летные характеристики
- Максимальная скорость: 280 км/ч (170 мили/ч, 150 узлов)
- Крейсерская скорость: 250 км/ч (160 мили/ч, 130 узлов)
- Скорость сваливания: 60 км/ч (37 мили/ч, 32 узла)
- Скороподъёмность: 7,5 м/с (1,480 футов/мин)

## Внешние ссылки
- ellipse-spirit.com — официальный сайт A2 CZ Ellipse Spirit